# Основные города Англии
Основные города Англии (англ. Core Cities Group) — ассоциация городов Англии, созданная в 1995 году.
Включает:
- Белфаст — Северная Ирландия
- Бирмингем — Западный Мидленд
- Бристоль — Юго-Западная Англия
- Глазго — Шотландия
- Кардифф — Уэльс
- Лидс — Уэст-Йоркшир
- Ливерпуль — Мерсисайд и Северо-Западная Англия
- Манчестер — Большой Манчестер и Северо-Западная Англия
- Ньюкасл — Северо-Восточная Англия
- Ноттингем — Восточный Мидленд
- Шеффилд — Саут-Йоркшир

Города ассоциации развивают сотрудничество друг с другом без участия Лондона. Не имеют особого статуса в законодательстве Англии о местном самоуправлении. Вырабатывают общую политику интересов в институтах Европейского Союза в следующих областях:
- Транспорт и связь
- Инновации и поддержка предпринимательства
- Занятость
- Сообщества
- Культура
- Изменения климата
- Финансы и промышленность
- Управление.